# Tinodes lomholdti
Tinodes lomholdti är en nattsländeart som beskrevs av Malicky 1994. Tinodes lomholdti ingår i släktet Tinodes och familjen tunnelnattsländor. Inga underarter finns listade i Catalogue of Life.